# Ülepítés
Az ülepítés (idegen kifejezéssel szedimentáció) heterogén rendszerek szétválasztására szolgáló művelet, amely a sűrűségkülönbségen alapul. A heterogén rendszerben lévő szilárd, lebegő anyagok egy idő után az edény aljára leülepednek. Miután a szilárd részecskék leülepedtek, a felülúszó folyadék eltávolítható, leönthető; ez utóbbi műveletet nevezik dekantálásnak. Dekantálás után az üledék az eredeti edény alján marad. Általában az üledékkel együtt egy kevés oldat is marad az edényben, mely oldatmaradék leöntése nehézségekkel járhat. Ülepítésre és dekantálásra példa a vörösbor elválasztása a monokálium-tartarát-kristályoktól, vagy a sáros, iszapos víz (részleges) tisztítása.
Két elegyíthetetlen folyadékot is el lehet választani dekantálással. Például, az olívákból kivont olajat és vizet le lehet dekantálni, ezzel tiszta olívaolajat nyerve, illetve kerozin és víz keverékét is lehet dekantálni.
Egy centrifuga segíthet egy oldat dekantálásában. A centrifuga az üledéket az edény aljára kényszeríti; ha elég nagy az erő, az üledék egy tömör szilárd anyagot alkothat, így a folyadékot könnyebben le lehet önteni, mivel az üledék valószínűleg tömörített formájában marad.